# Parafia św. Antoniego Padewskiego w Grabiszycach
Parafia św. Antoniego Padewskiego w Grabiszycach – parafia rzymskokatolicka w dekanacie leśniańskim w diecezji legnickiej. Erygowana 1 stycznia 1958 r. Parafia prowadzona jest przez księży diecezjalnych. Obecnie funkcję proboszcza sprawuje ks. Łukasz Pawłowski.